# Grand Prix cycliste de Montréal 2022
Le Grand Prix cycliste de Montréal 2022 est la 11e édition de cette course cycliste masculine sur route. La course a lieu le 11 septembre 2022 autour de la ville de Montréal, au Canada, et fait partie du calendrier UCI World Tour 2022 en catégorie 1.UWT. Les éditions 2020 et 2021 avaient été annulées à cause de la pandémie de Covid-19. Il se court deux jours après le Grand Prix cycliste de Québec.

## Présentation

### Parcours
Le parcours est un circuit vallonné de 12,3 kilomètres à parcourir à dix-huit reprises soit une distance totale de 221,4 kilomètres.

### Équipes
Le Grand Prix cycliste de Montréal faisant partie du calendrier de l'UCI World Tour, les dix-huit « World Teams » y participent. Deux équipes continentales professionnelles et une sélection nationale ont reçu une invitation.
| WorldTeams (18)- AG2R Citroën Team - Astana Qazaqstan Team - Bahrain Victorious - Bora-Hansgrohe - Cofidis - EF Education-EasyPost - Groupama-FDJ - Ineos Grenadiers - Intermarché-Wanty-Gobert Matériaux - Israel-Premier Tech - Jumbo-Visma - Lotto-Soudal - Movistar Team - Quick-Step Alpha Vinyl - BikeExchange-Jayco - Team DSM - Trek-Segafredo - UAE Team Emirates ProTeams (2)- Arkéa-Samsic - TotalEnergies Équipe nationale- Canada |
| |

## Classements

### Classement de la course
| \| Classement général \| Classement général \| Classement général \| Classement général \| Classement général \| \| Coureur \| Coureur \| Pays \| Équipe \| Temps \| \| ------------------ \| ------------------ \| ------------------ \| ---------------------------------- \| ------------------ \| \| 1er \| Tadej Pogačar \| Slovénie \| UAE Team Emirates \| 5 h 59 min 38 s \| \| 2e \| Wout van Aert \| Belgique \| Jumbo-Visma \| + 0 s \| \| 3e \| Andrea Bagioli \| Italie \| Quick-Step Alpha Vinyl \| + 0 s \| \| 4e \| Adam Yates \| Royaume-Uni \| Ineos Grenadiers \| + 0 s \| \| 5e \| David Gaudu \| France \| Groupama-FDJ \| + 0 s \| \| 6e \| Mauro Schmid \| Suisse \| Quick-Step Alpha Vinyl \| + 22 s \| \| 7e \| Giovanni Aleotti \| Italie \| Bora-Hansgrohe \| + 22 s \| \| 8e \| Romain Bardet \| France \| Team DSM \| + 22 s \| \| 9e \| Pello Bilbao \| Espagne \| Bahrain Victorious \| + 28 s \| \| 10e \| Warren Barguil \| France \| Arkéa-Samsic \| + 31 s \| \| 11e \| Mikkel Honoré \| Danemark \| Quick-Step Alpha Vinyl \| + 31 s \| \| 12e \| Toms Skujiņš \| Lettonie \| Trek-Segafredo \| + 35 s \| \| 13e \| Michael Matthews \| Australie \| BikeExchange-Jayco \| + 35 s \| \| 14e \| Georg Zimmermann \| Allemagne \| Intermarché-Wanty-Gobert Matériaux \| + 35 s \| \| 15e \| Sep Vanmarcke \| Belgique \| Israel-Premier Tech \| + 35 s \| \| 16e \| Greg Van Avermaet \| Belgique \| AG2R Citroën Team \| + 35 s \| \| 17e \| Diego Ulissi \| Italie \| UAE Team Emirates \| + 35 s \| \| 18e \| Attila Valter \| Hongrie \| Groupama-FDJ \| + 35 s \| \| 19e \| Pierre Latour \| France \| TotalEnergies \| + 35 s \| \| 20e \| Benoît Cosnefroy \| France \| AG2R Citroën Team \| + 35 s \| |                   |             |                                    |                 |
| |                   |             |                                    |                 |
| Source : ProCyclingStats |                   |             |                                    |                 |
| Classement général |                   |             |                                    |                 |
| Coureur | Coureur           | Pays        | Équipe                             | Temps           |
| 1er | Tadej Pogačar     | Slovénie    | UAE Team Emirates                  | 5 h 59 min 38 s |
| 2e | Wout van Aert     | Belgique    | Jumbo-Visma                        | + 0 s           |
| 3e | Andrea Bagioli    | Italie      | Quick-Step Alpha Vinyl             | + 0 s           |
| 4e | Adam Yates        | Royaume-Uni | Ineos Grenadiers                   | + 0 s           |
| 5e | David Gaudu       | France      | Groupama-FDJ                       | + 0 s           |
| 6e | Mauro Schmid      | Suisse      | Quick-Step Alpha Vinyl             | + 22 s          |
| 7e | Giovanni Aleotti  | Italie      | Bora-Hansgrohe                     | + 22 s          |
| 8e | Romain Bardet     | France      | Team DSM                           | + 22 s          |
| 9e | Pello Bilbao      | Espagne     | Bahrain Victorious                 | + 28 s          |
| 10e | Warren Barguil    | France      | Arkéa-Samsic                       | + 31 s          |
| 11e | Mikkel Honoré     | Danemark    | Quick-Step Alpha Vinyl             | + 31 s          |
| 12e | Toms Skujiņš      | Lettonie    | Trek-Segafredo                     | + 35 s          |
| 13e | Michael Matthews  | Australie   | BikeExchange-Jayco                 | + 35 s          |
| 14e | Georg Zimmermann  | Allemagne   | Intermarché-Wanty-Gobert Matériaux | + 35 s          |
| 15e | Sep Vanmarcke     | Belgique    | Israel-Premier Tech                | + 35 s          |
| 16e | Greg Van Avermaet | Belgique    | AG2R Citroën Team                  | + 35 s          |
| 17e | Diego Ulissi      | Italie      | UAE Team Emirates                  | + 35 s          |
| 18e | Attila Valter     | Hongrie     | Groupama-FDJ                       | + 35 s          |
| 19e | Pierre Latour     | France      | TotalEnergies                      | + 35 s          |
| 20e | Benoît Cosnefroy  | France      | AG2R Citroën Team                  | + 35 s          |

- Meilleur grimpeur:  Adam Yates
- Meilleur canadien: Guillaume Boivin

### Classements UCI
La course attribue des points au Classement mondial UCI 2022 selon le barème suivant :
| Position           | 1er | 2e  | 3e  | 4e  | 5e  | 6e  | 7e  | 8e  | 9e  | 10e | 11e | 12e | 13e | 14e | 15e | 16e à 20e | 21e à 30e | 31e à 50e | 51e à 55e | 56e à 60e |
| Classement général | 500 | 400 | 325 | 275 | 225 | 175 | 150 | 125 | 100 | 85  | 70  | 60  | 50  | 40  | 35  | 30        | 20        | 10        | 5         | 3         |

## Liste des participants
| AG2R Citroën Team ACT | AG2R Citroën Team ACT        | AG2R Citroën Team ACT |
| --------------------- | ---------------------------- | --------------------- |
| Num                   | Coureur                      | Pos                   |
| 1                     | Greg Van Avermaet (BEL)      | 16e                   |
| 2                     | Mikaël Cherel (FRA)          | AB                    |
| 3                     | Benoît Cosnefroy (FRA)       | 20e                   |
| 4                     | Stan Dewulf (BEL)            | 46e                   |
| 5                     | Aurélien Paret-Peintre (FRA) | 71e                   |
| 6                     | Michael Schär (SUI)          | AB                    |
| 7                     | Clément Venturini (FRA)      | AB                    |

| Jumbo-Visma TJV | Jumbo-Visma TJV                | Jumbo-Visma TJV |
| --------------- | ------------------------------ | --------------- |
| Num             | Coureur                        | Pos             |
| 11              | Wout van Aert (BEL)            | 2e              |
| 12              | Pascal Eenkhoorn (NED) (route) | 65e             |
| 13              | Tobias Foss (NOR)              | 40e             |
| 14              | Christophe Laporte (FRA)       | 75e             |
| 15              | Timo Roosen (NED)              | AB              |
| 16              | Tosh Van der Sande (BEL)       | 56e             |
| 17              | Nathan Van Hooydonck (BEL)     | 66e             |

| Ineos Grenadiers IGD | Ineos Grenadiers IGD  | Ineos Grenadiers IGD |
| -------------------- | --------------------- | -------------------- |
| Num                  | Coureur               | Pos                  |
| 21                   | Geraint Thomas (GBR)  | AB                   |
| 22                   | Eddie Dunbar (IRL)    | 69e                  |
| 23                   | Daniel Martínez (COL) | 25e                  |
| 24                   | Kim Heiduk (GER)      | AB                   |
| 25                   | Luke Rowe (GBR)       | AB                   |
| 26                   | Ben Swift (GBR)       | 64e                  |
| 27                   | Adam Yates (GBR)      | 4e                   |

| UAE Team Emirates UAD | UAE Team Emirates UAD | UAE Team Emirates UAD |
| --------------------- | --------------------- | --------------------- |
| Num                   | Coureur               | Pos                   |
| 31                    | Tadej Pogačar (SLO)   | 1er                   |
| 32                    | George Bennett (NZL)  | AB                    |
| 33                    | Rui Costa (POR)       | AB                    |
| 34                    | Alessandro Covi (ITA) | AB                    |
| 35                    | Davide Formolo (ITA)  | AB                    |
| 36                    | Ryan Gibbons (RSA)    | AB                    |
| 37                    | Diego Ulissi (ITA)    | 17e                   |

| Bora-Hansgrohe BOH | Bora-Hansgrohe BOH     | Bora-Hansgrohe BOH |
| ------------------ | ---------------------- | ------------------ |
| Num                | Coureur                | Pos                |
| 41                 | Patrick Konrad (AUT)   | 34e                |
| 42                 | Giovanni Aleotti (ITA) | 7e                 |
| 43                 | Cesare Benedetti (POL) | 73e                |
| 44                 | Patrick Gamper (AUT)   | AB                 |
| 45                 | Ide Schelling (NED)    | AB                 |
| 46                 | Frederik Wandahl (DEN) | 30e                |
| 47                 | Ben Zwiehoff (GER)     | 41e                |

| Intermarché-Wanty-Gobert Matériaux IWG | Intermarché-Wanty-Gobert Matériaux IWG | Intermarché-Wanty-Gobert Matériaux IWG |
| -------------------------------------- | -------------------------------------- | -------------------------------------- |
| Num                                    | Coureur                                | Pos                                    |
| 51                                     | Biniam Girmay (ERI)                    | AB                                     |
| 52                                     | Sven Erik Bystrøm (NOR)                | 21e                                    |
| 53                                     | Théo Delacroix (FRA)                   | AB                                     |
| 54                                     | Andrea Pasqualon (ITA)                 | AB                                     |
| 55                                     | Baptiste Planckaert (BEL)              | AB                                     |
| 56                                     | Loïc Vliegen (BEL)                     | AB                                     |
| 57                                     | Georg Zimmermann (GER)                 | 14e                                    |

| Bahrain Victorious TBV | Bahrain Victorious TBV    | Bahrain Victorious TBV |
| ---------------------- | ------------------------- | ---------------------- |
| Num                    | Coureur                   | Pos                    |
| 61                     | Matej Mohorič (SLO)       | AB                     |
| 62                     | Pello Bilbao (ESP)        | 9e                     |
| 63                     | Damiano Caruso (ITA)      | 45e                    |
| 64                     | Hermann Pernsteiner (AUT) | 27e                    |
| 65                     | Jonathan Milan (ITA)      | AB                     |
| 66                     | Jan Tratnik (SLO)         | 36e                    |
| 67                     | Matevž Govekar (SLO)      | AB                     |

| Quick-Step Alpha Vinyl QST | Quick-Step Alpha Vinyl QST | Quick-Step Alpha Vinyl QST |
| -------------------------- | -------------------------- | -------------------------- |
| Num                        | Coureur                    | Pos                        |
| 71                         | Andrea Bagioli (ITA)       | 3e                         |
| 72                         | Josef Černý (CZE)          | AB                         |
| 73                         | Mikkel Honoré (DEN)        | 11e                        |
| 74                         | James Knox (GBR)           | AB                         |
| 75                         | Mauro Schmid (SUI)         | 6e                         |
| 76                         | Stan Van Tricht (BEL)      | 52e                        |
| 77                         | Mauri Vansevenant (BEL)    | 42e                        |

| Groupama-FDJ GFC | Groupama-FDJ GFC       | Groupama-FDJ GFC |
| ---------------- | ---------------------- | ---------------- |
| Num              | Coureur                | Pos              |
| 81               | Antoine Duchesne (CAN) | 70e              |
| 82               | David Gaudu (FRA)      | 5e               |
| 84               | Lewis Askey (GBR)      | 68e              |
| 85               | Anthony Roux (FRA)     | 59e              |
| 86               | Michael Storer (AUS)   | 31e              |
| 87               | Attila Valter (HUN)    | 18e              |

| Cofidis COF | Cofidis COF              | Cofidis COF |
| ----------- | ------------------------ | ----------- |
| Num         | Coureur                  | Pos         |
| 91          | Guillaume Martin (FRA)   | 23e         |
| 92          | Ion Izagirre (ESP)       | 63e         |
| 93          | Alexandre Delettre (FRA) | AB          |
| 94          | Eddy Finé (FRA)          | AB          |
| 95          | Wesley Kreder (NED)      | AB          |
| 96          | André Carvalho (POR)     | AB          |
| 97          | Hugo Toumire (FRA)       | 76e         |

| Lotto-Soudal LTS | Lotto-Soudal LTS         | Lotto-Soudal LTS |
| ---------------- | ------------------------ | ---------------- |
| Num              | Coureur                  | Pos              |
| 101              | Sébastien Grignard (BEL) | 74e              |
| 102              | Carlos Barbero (ESP)     | 50e              |
| 103              | Matthew Holmes (GBR)     | AB               |
| 104              | Viktor Verschaeve (BEL)  | 72e              |
| 105              | Sylvain Moniquet (BEL)   | 26e              |
| 106              | Harm Vanhoucke (BEL)     | 58e              |
| 107              | Florian Vermeersch (BEL) | AB               |

| BikeExchange-Jayco BEX | BikeExchange-Jayco BEX | BikeExchange-Jayco BEX |
| ---------------------- | ---------------------- | ---------------------- |
| Num                    | Coureur                | Pos                    |
| 111                    | Michael Matthews (AUS) | 13e                    |
| 112                    | Alexandre Balmer (SUI) | 39e                    |
| 113                    | Kevin Colleoni (ITA)   | 44e                    |
| 114                    | Damien Howson (AUS)    | AB                     |
| 115                    | Tanel Kangert (EST)    | AB                     |
| 116                    | Jan Maas (NED)         | AB                     |
| 117                    | Nick Schultz (AUS)     | AB                     |

| Trek-Segafredo TFS | Trek-Segafredo TFS   | Trek-Segafredo TFS |
| ------------------ | -------------------- | ------------------ |
| Num                | Coureur              | Pos                |
| 121                | Jasper Stuyven (BEL) | 62e                |
| 122                | Tony Gallopin (FRA)  | AB                 |
| 123                | Alexander Kamp (DEN) | 57e                |
| 124                | Jacopo Mosca (ITA)   | AB                 |
| 125                | Quinn Simmons (USA)  | AB                 |
| 126                | Toms Skujiņš (LAT)   | 12e                |
| 127                | Otto Vergaerde (BEL) | AB                 |

| Movistar Team MOV | Movistar Team MOV         | Movistar Team MOV |
| ----------------- | ------------------------- | ----------------- |
| Num               | Coureur                   | Pos               |
| 131               | Alex Aranburu (ESP)       | 22e               |
| 132               | Jorge Arcas (ESP)         | 51e               |
| 133               | Iván García Cortina (ESP) | AB                |
| 134               | Juri Hollmann (GER)       | AB                |
| 135               | Gorka Izagirre (ESP)      | 38e               |
| 136               | William Barta (USA)       | 55e               |
| 137               | Oier Lazkano (ESP)        | 33e               |

| Israel-Premier Tech IPT | Israel-Premier Tech IPT | Israel-Premier Tech IPT |
| ----------------------- | ----------------------- | ----------------------- |
| Num                     | Coureur                 | Pos                     |
| 141                     | Hugo Houle (CAN)        | AB                      |
| 142                     | Guillaume Boivin (CAN)  | 37e                     |
| 143                     | Simon Clarke (AUS)      | 35e                     |
| 144                     | Jakob Fuglsang (DEN)    | 28e                     |
| 145                     | Krists Neilands (LAT)   | AB                      |
| 146                     | Giacomo Nizzolo (ITA)   | AB                      |
| 147                     | Sep Vanmarcke (BEL)     | 15e                     |

| Team DSM DSM | Team DSM DSM               | Team DSM DSM |
| ------------ | -------------------------- | ------------ |
| Num          | Coureur                    | Pos          |
| 151          | Romain Bardet (FRA)        | 8e           |
| 152          | Søren Kragh Andersen (DEN) | AB           |
| 153          | Romain Combaud (FRA)       | 54e          |
| 154          | Nils Eekhoff (NED)         | AB           |
| 155          | Andreas Leknessund (NOR)   | 53e          |
| 156          | Martijn Tusveld (NED)      | AB           |
| 157          | Pavel Bittner (CZE)        | AB           |

| EF Education-EasyPost EFE | EF Education-EasyPost EFE | EF Education-EasyPost EFE |
| ------------------------- | ------------------------- | ------------------------- |
| Num                       | Coureur                   | Pos                       |
| 161                       | Magnus Cort Nielsen (DEN) | 61e                       |
| 162                       | Alberto Bettiol (ITA)     | 47e                       |
| 163                       | Simon Carr (GBR)          | 60e                       |
| 164                       | Ruben Guerreiro (POR)     | 24e                       |
| 165                       | Andrea Piccolo (ITA)      | AB                        |
| 166                       | Neilson Powless (USA)     | AB                        |
| 167                       | Jens Keukeleire (BEL)     | AB                        |

| Astana Qazaqstan Team AST | Astana Qazaqstan Team AST | Astana Qazaqstan Team AST |
| ------------------------- | ------------------------- | ------------------------- |
| Num                       | Coureur                   | Pos                       |
| 171                       | Joe Dombrowski (USA)      | AB                        |
| 172                       | Manuele Boaro (ITA)       | AB                        |
| 173                       | Fabio Felline (ITA)       | AB                        |
| 174                       | Antonio Nibali (ITA)      | AB                        |
| 175                       | Christian Scaroni (ITA)   | AB                        |
| 176                       | Simone Velasco (ITA)      | 32e                       |
| 177                       | Andrey Zeits (KAZ)        | 29e                       |

| Arkéa-Samsic ARK | Arkéa-Samsic ARK        | Arkéa-Samsic ARK |
| ---------------- | ----------------------- | ---------------- |
| Num              | Coureur                 | Pos              |
| 181              | Warren Barguil (FRA)    | 10e              |
| 182              | Winner Anacona (COL)    | AB               |
| 183              | Benjamin Declercq (BEL) | AB               |
| 184              | Matîs Louvel (FRA)      | 67e              |
| 185              | Laurent Pichon (FRA)    | 49e              |
| 186              | Alan Riou (FRA)         | AB               |
| 187              | Louis Barré (FRA)       | 43e              |

| TotalEnergies TEN | TotalEnergies TEN         | TotalEnergies TEN |
| ----------------- | ------------------------- | ----------------- |
| Num               | Coureur                   | Pos               |
| 191               | Peter Sagan (SVK) (route) | AB                |
| 192               | Maciej Bodnar (POL)       | AB                |
| 193               | Fabien Doubey (FRA)       | AB                |
| 194               | Pierre Latour (FRA)       | 19e               |
| 195               | Daniel Oss (ITA)          | AB                |
| 196               | Paul Ourselin (FRA)       | 48e               |
| 197               | Anthony Turgis (FRA)      | AB                |

| Canada CAN | Canada CAN          | Canada CAN |
| ---------- | ------------------- | ---------- |
| Num        | Coureur             | Pos        |
| 202        | Nicolas Côté        | AB         |
| 203        | Thomas Schellenberg | AB         |
| 204        | Matteo Dal-Cin      | AB         |
| 205        | Carson Miles        | AB         |
| 206        | Quentin Cowan       | AB         |
| 207        | Nicolas Rivard      | AB         |

| AG2R Citroën Team ACT | AG2R Citroën Team ACT        | AG2R Citroën Team ACT |
| --------------------- | ---------------------------- | --------------------- |
| Num                   | Coureur                      | Pos                   |
| 1                     | Greg Van Avermaet (BEL)      | 16e                   |
| 2                     | Mikaël Cherel (FRA)          | AB                    |
| 3                     | Benoît Cosnefroy (FRA)       | 20e                   |
| 4                     | Stan Dewulf (BEL)            | 46e                   |
| 5                     | Aurélien Paret-Peintre (FRA) | 71e                   |
| 6                     | Michael Schär (SUI)          | AB                    |
| 7                     | Clément Venturini (FRA)      | AB                    |

| Jumbo-Visma TJV | Jumbo-Visma TJV                | Jumbo-Visma TJV |
| --------------- | ------------------------------ | --------------- |
| Num             | Coureur                        | Pos             |
| 11              | Wout van Aert (BEL)            | 2e              |
| 12              | Pascal Eenkhoorn (NED) (route) | 65e             |
| 13              | Tobias Foss (NOR)              | 40e             |
| 14              | Christophe Laporte (FRA)       | 75e             |
| 15              | Timo Roosen (NED)              | AB              |
| 16              | Tosh Van der Sande (BEL)       | 56e             |
| 17              | Nathan Van Hooydonck (BEL)     | 66e             |

| Ineos Grenadiers IGD | Ineos Grenadiers IGD  | Ineos Grenadiers IGD |
| -------------------- | --------------------- | -------------------- |
| Num                  | Coureur               | Pos                  |
| 21                   | Geraint Thomas (GBR)  | AB                   |
| 22                   | Eddie Dunbar (IRL)    | 69e                  |
| 23                   | Daniel Martínez (COL) | 25e                  |
| 24                   | Kim Heiduk (GER)      | AB                   |
| 25                   | Luke Rowe (GBR)       | AB                   |
| 26                   | Ben Swift (GBR)       | 64e                  |
| 27                   | Adam Yates (GBR)      | 4e                   |

| UAE Team Emirates UAD | UAE Team Emirates UAD | UAE Team Emirates UAD |
| --------------------- | --------------------- | --------------------- |
| Num                   | Coureur               | Pos                   |
| 31                    | Tadej Pogačar (SLO)   | 1er                   |
| 32                    | George Bennett (NZL)  | AB                    |
| 33                    | Rui Costa (POR)       | AB                    |
| 34                    | Alessandro Covi (ITA) | AB                    |
| 35                    | Davide Formolo (ITA)  | AB                    |
| 36                    | Ryan Gibbons (RSA)    | AB                    |
| 37                    | Diego Ulissi (ITA)    | 17e                   |

| Bora-Hansgrohe BOH | Bora-Hansgrohe BOH     | Bora-Hansgrohe BOH |
| ------------------ | ---------------------- | ------------------ |
| Num                | Coureur                | Pos                |
| 41                 | Patrick Konrad (AUT)   | 34e                |
| 42                 | Giovanni Aleotti (ITA) | 7e                 |
| 43                 | Cesare Benedetti (POL) | 73e                |
| 44                 | Patrick Gamper (AUT)   | AB                 |
| 45                 | Ide Schelling (NED)    | AB                 |
| 46                 | Frederik Wandahl (DEN) | 30e                |
| 47                 | Ben Zwiehoff (GER)     | 41e                |

| Intermarché-Wanty-Gobert Matériaux IWG | Intermarché-Wanty-Gobert Matériaux IWG | Intermarché-Wanty-Gobert Matériaux IWG |
| -------------------------------------- | -------------------------------------- | -------------------------------------- |
| Num                                    | Coureur                                | Pos                                    |
| 51                                     | Biniam Girmay (ERI)                    | AB                                     |
| 52                                     | Sven Erik Bystrøm (NOR)                | 21e                                    |
| 53                                     | Théo Delacroix (FRA)                   | AB                                     |
| 54                                     | Andrea Pasqualon (ITA)                 | AB                                     |
| 55                                     | Baptiste Planckaert (BEL)              | AB                                     |
| 56                                     | Loïc Vliegen (BEL)                     | AB                                     |
| 57                                     | Georg Zimmermann (GER)                 | 14e                                    |

| Bahrain Victorious TBV | Bahrain Victorious TBV    | Bahrain Victorious TBV |
| ---------------------- | ------------------------- | ---------------------- |
| Num                    | Coureur                   | Pos                    |
| 61                     | Matej Mohorič (SLO)       | AB                     |
| 62                     | Pello Bilbao (ESP)        | 9e                     |
| 63                     | Damiano Caruso (ITA)      | 45e                    |
| 64                     | Hermann Pernsteiner (AUT) | 27e                    |
| 65                     | Jonathan Milan (ITA)      | AB                     |
| 66                     | Jan Tratnik (SLO)         | 36e                    |
| 67                     | Matevž Govekar (SLO)      | AB                     |

| Quick-Step Alpha Vinyl QST | Quick-Step Alpha Vinyl QST | Quick-Step Alpha Vinyl QST |
| -------------------------- | -------------------------- | -------------------------- |
| Num                        | Coureur                    | Pos                        |
| 71                         | Andrea Bagioli (ITA)       | 3e                         |
| 72                         | Josef Černý (CZE)          | AB                         |
| 73                         | Mikkel Honoré (DEN)        | 11e                        |
| 74                         | James Knox (GBR)           | AB                         |
| 75                         | Mauro Schmid (SUI)         | 6e                         |
| 76                         | Stan Van Tricht (BEL)      | 52e                        |
| 77                         | Mauri Vansevenant (BEL)    | 42e                        |

| Groupama-FDJ GFC | Groupama-FDJ GFC       | Groupama-FDJ GFC |
| ---------------- | ---------------------- | ---------------- |
| Num              | Coureur                | Pos              |
| 81               | Antoine Duchesne (CAN) | 70e              |
| 82               | David Gaudu (FRA)      | 5e               |
| 84               | Lewis Askey (GBR)      | 68e              |
| 85               | Anthony Roux (FRA)     | 59e              |
| 86               | Michael Storer (AUS)   | 31e              |
| 87               | Attila Valter (HUN)    | 18e              |

| Cofidis COF | Cofidis COF              | Cofidis COF |
| ----------- | ------------------------ | ----------- |
| Num         | Coureur                  | Pos         |
| 91          | Guillaume Martin (FRA)   | 23e         |
| 92          | Ion Izagirre (ESP)       | 63e         |
| 93          | Alexandre Delettre (FRA) | AB          |
| 94          | Eddy Finé (FRA)          | AB          |
| 95          | Wesley Kreder (NED)      | AB          |
| 96          | André Carvalho (POR)     | AB          |
| 97          | Hugo Toumire (FRA)       | 76e         |

| Lotto-Soudal LTS | Lotto-Soudal LTS         | Lotto-Soudal LTS |
| ---------------- | ------------------------ | ---------------- |
| Num              | Coureur                  | Pos              |
| 101              | Sébastien Grignard (BEL) | 74e              |
| 102              | Carlos Barbero (ESP)     | 50e              |
| 103              | Matthew Holmes (GBR)     | AB               |
| 104              | Viktor Verschaeve (BEL)  | 72e              |
| 105              | Sylvain Moniquet (BEL)   | 26e              |
| 106              | Harm Vanhoucke (BEL)     | 58e              |
| 107              | Florian Vermeersch (BEL) | AB               |

| BikeExchange-Jayco BEX | BikeExchange-Jayco BEX | BikeExchange-Jayco BEX |
| ---------------------- | ---------------------- | ---------------------- |
| Num                    | Coureur                | Pos                    |
| 111                    | Michael Matthews (AUS) | 13e                    |
| 112                    | Alexandre Balmer (SUI) | 39e                    |
| 113                    | Kevin Colleoni (ITA)   | 44e                    |
| 114                    | Damien Howson (AUS)    | AB                     |
| 115                    | Tanel Kangert (EST)    | AB                     |
| 116                    | Jan Maas (NED)         | AB                     |
| 117                    | Nick Schultz (AUS)     | AB                     |

| Trek-Segafredo TFS | Trek-Segafredo TFS   | Trek-Segafredo TFS |
| ------------------ | -------------------- | ------------------ |
| Num                | Coureur              | Pos                |
| 121                | Jasper Stuyven (BEL) | 62e                |
| 122                | Tony Gallopin (FRA)  | AB                 |
| 123                | Alexander Kamp (DEN) | 57e                |
| 124                | Jacopo Mosca (ITA)   | AB                 |
| 125                | Quinn Simmons (USA)  | AB                 |
| 126                | Toms Skujiņš (LAT)   | 12e                |
| 127                | Otto Vergaerde (BEL) | AB                 |

| Movistar Team MOV | Movistar Team MOV         | Movistar Team MOV |
| ----------------- | ------------------------- | ----------------- |
| Num               | Coureur                   | Pos               |
| 131               | Alex Aranburu (ESP)       | 22e               |
| 132               | Jorge Arcas (ESP)         | 51e               |
| 133               | Iván García Cortina (ESP) | AB                |
| 134               | Juri Hollmann (GER)       | AB                |
| 135               | Gorka Izagirre (ESP)      | 38e               |
| 136               | William Barta (USA)       | 55e               |
| 137               | Oier Lazkano (ESP)        | 33e               |

| Israel-Premier Tech IPT | Israel-Premier Tech IPT | Israel-Premier Tech IPT |
| ----------------------- | ----------------------- | ----------------------- |
| Num                     | Coureur                 | Pos                     |
| 141                     | Hugo Houle (CAN)        | AB                      |
| 142                     | Guillaume Boivin (CAN)  | 37e                     |
| 143                     | Simon Clarke (AUS)      | 35e                     |
| 144                     | Jakob Fuglsang (DEN)    | 28e                     |
| 145                     | Krists Neilands (LAT)   | AB                      |
| 146                     | Giacomo Nizzolo (ITA)   | AB                      |
| 147                     | Sep Vanmarcke (BEL)     | 15e                     |

| Team DSM DSM | Team DSM DSM               | Team DSM DSM |
| ------------ | -------------------------- | ------------ |
| Num          | Coureur                    | Pos          |
| 151          | Romain Bardet (FRA)        | 8e           |
| 152          | Søren Kragh Andersen (DEN) | AB           |
| 153          | Romain Combaud (FRA)       | 54e          |
| 154          | Nils Eekhoff (NED)         | AB           |
| 155          | Andreas Leknessund (NOR)   | 53e          |
| 156          | Martijn Tusveld (NED)      | AB           |
| 157          | Pavel Bittner (CZE)        | AB           |

| EF Education-EasyPost EFE | EF Education-EasyPost EFE | EF Education-EasyPost EFE |
| ------------------------- | ------------------------- | ------------------------- |
| Num                       | Coureur                   | Pos                       |
| 161                       | Magnus Cort Nielsen (DEN) | 61e                       |
| 162                       | Alberto Bettiol (ITA)     | 47e                       |
| 163                       | Simon Carr (GBR)          | 60e                       |
| 164                       | Ruben Guerreiro (POR)     | 24e                       |
| 165                       | Andrea Piccolo (ITA)      | AB                        |
| 166                       | Neilson Powless (USA)     | AB                        |
| 167                       | Jens Keukeleire (BEL)     | AB                        |

| Astana Qazaqstan Team AST | Astana Qazaqstan Team AST | Astana Qazaqstan Team AST |
| ------------------------- | ------------------------- | ------------------------- |
| Num                       | Coureur                   | Pos                       |
| 171                       | Joe Dombrowski (USA)      | AB                        |
| 172                       | Manuele Boaro (ITA)       | AB                        |
| 173                       | Fabio Felline (ITA)       | AB                        |
| 174                       | Antonio Nibali (ITA)      | AB                        |
| 175                       | Christian Scaroni (ITA)   | AB                        |
| 176                       | Simone Velasco (ITA)      | 32e                       |
| 177                       | Andrey Zeits (KAZ)        | 29e                       |

| Arkéa-Samsic ARK | Arkéa-Samsic ARK        | Arkéa-Samsic ARK |
| ---------------- | ----------------------- | ---------------- |
| Num              | Coureur                 | Pos              |
| 181              | Warren Barguil (FRA)    | 10e              |
| 182              | Winner Anacona (COL)    | AB               |
| 183              | Benjamin Declercq (BEL) | AB               |
| 184              | Matîs Louvel (FRA)      | 67e              |
| 185              | Laurent Pichon (FRA)    | 49e              |
| 186              | Alan Riou (FRA)         | AB               |
| 187              | Louis Barré (FRA)       | 43e              |

| TotalEnergies TEN | TotalEnergies TEN         | TotalEnergies TEN |
| ----------------- | ------------------------- | ----------------- |
| Num               | Coureur                   | Pos               |
| 191               | Peter Sagan (SVK) (route) | AB                |
| 192               | Maciej Bodnar (POL)       | AB                |
| 193               | Fabien Doubey (FRA)       | AB                |
| 194               | Pierre Latour (FRA)       | 19e               |
| 195               | Daniel Oss (ITA)          | AB                |
| 196               | Paul Ourselin (FRA)       | 48e               |
| 197               | Anthony Turgis (FRA)      | AB                |

| Canada CAN | Canada CAN          | Canada CAN |
| ---------- | ------------------- | ---------- |
| Num        | Coureur             | Pos        |
| 202        | Nicolas Côté        | AB         |
| 203        | Thomas Schellenberg | AB         |
| 204        | Matteo Dal-Cin      | AB         |
| 205        | Carson Miles        | AB         |
| 206        | Quentin Cowan       | AB         |
| 207        | Nicolas Rivard      | AB         |